# Weather Research and Forecasting Model

Модель WRF, що імітує радіолокаційну відбивальну здатність (дБЗ) для Тайфуна Мавара на відстані 3,3 км. Проміжок часу: з 0000 UTC 22 серпня 2005 року до 0000 UTC 24 серпня 2005 року

Weather Research and Forecasting Model (WRF) [ˈwɔrf] — це система прогнозування погоди, призначена для використання як у дослідженнях атмосфери, так і у високоточних прогнозах погоди. NWP спирається на моделювання та прогнозування погоди за допомогою комп'ютерної моделі, а WRF — це набір програмного забезпечення для цього. WRF оснащено двома динамічними (обчислювальними) ядрами (або рішеннями), системою засвоєння даних та архітектурою програмного забезпечення, що дозволяє паралельно обчислювати та розширювати систему. Ця модель обслуговує широкий спектр метеорологічних задач у масштабах від кількох метрів до тисяч кілометрів.
Спроби створення WRF почалися наприкінці 1990-х років, над ним працювали Національний центр атмосферних досліджень США (НКАР), Національного управління океаніки та атмосфери, Повітряне агентство погодних сил (AFWA), Військово-морська лабораторія (NRL), Університет Оклахоми (OU) та Федеральне управління авіації (FAA).
WRF дозволяє дослідникам обробляти реальні дані спостережень і на їхній основі розробляти передбачення погодних умов. WRF забезпечує швидке прогнозування. WRF використовується в NCEP та інших центрах прогнозування на міжнародному рівні. WRF перетворився на велику світову спільноту користувачів (з понад 30.000 зареєстрованих користувачів у 150 країнах), а семінари та навчальні програми проводяться щороку в NCAR. WRF широко використовується для досліджень та прогнозування в реальному часі в усьому світі.
як у дослідженнях атмосфери, так прогнозах погодиWRF пропонує два динамічні вирішення для обчислення рівнянь, що управляють атмосферою, а варіанти моделі відомі як WRF-ARW (Advanced Research WRF) і WRF-NMM (негідростатична мезомасштабна модель).
WRF слугує основою для моделей RAP та HRRR: оперативні прогнозні моделі високої роздільної здатності постійно працюють на NCEP.
Версія WRF-NMM, розроблена для прогнозування урагану, HWRF (дослідження урагану та прогнозування погоди), почала діяти 2007 року.
2009 року через полярний дослідний центр Берда в Огайському університеті був випущений полярно оптимізований WRF.